# Formose Mendy (calciatore 1989)
Formose Mendy (Guediawaye, 23 marzo 1989) è un calciatore guineense, centrocampista del Wieselburg.